# Тазеабад (Амоль)
Тазеабад (перс. تازه اباد) — село в Ірані, у дегестані Паїн-Хіябан-е Літкух, в Центральному бахші, шагрестані Амоль остану Мазендеран. За даними перепису 2006 року, його населення становило 361 особу, що проживали у складі 88 сімей.

## Клімат
Середня річна температура становить 16,94°C, середня максимальна – 30,98°C, а середня мінімальна – 4,01°C. Середня річна кількість опадів – 917 мм.
| Клімат поселення                              | Клімат поселення | Клімат поселення | Клімат поселення | Клімат поселення | Клімат поселення | Клімат поселення | Клімат поселення | Клімат поселення | Клімат поселення | Клімат поселення | Клімат поселення | Клімат поселення | Клімат поселення |
| Показник                                      | Січ.             | Лют.             | Бер.             | Квіт.            | Трав.            | Черв.            | Лип.             | Серп.            | Вер.             | Жовт.            | Лист.            | Груд.            |                  |
| Середній максимум, °C                         | 11,24            | 11,48            | 14,41            | 20,10            | 23,73            | 27,27            | 30,78            | 30,98            | 28,18            | 23,45            | 18,22            | 14,02            |                  |
| Середня температура, °C                       | 7,62             | 7,88             | 10,80            | 16,48            | 20,12            | 23,65            | 25,98            | 26,15            | 23,36            | 18,63            | 13,40            | 9,19             |                  |
| Середній мінімум, °C                          | 4,01             | 4,26             | 7,19             | 12,86            | 16,51            | 20,06            | 21,12            | 21,31            | 18,53            | 13,80            | 8,59             | 4,37             |                  |
| Норма опадів, мм                              | 96               | 74               | 63               | 31               | 28               | 25               | 23               | 53               | 101              | 163              | 139              | 121              |                  |
| Середньомісячна швидкість вітру, м/с          | 2.08             | 2.50             | 2.50             | 2.42             | 2.40             | 2.75             | 2.60             | 2.20             | 2.00             | 1.90             | 2.00             | 2.06             |                  |
| Середньомісячна сонячна радіація, кДж/м²·день | 8247             | 10338            | 12433            | 15786            | 19927            | 21811            | 21575            | 18920            | 15419            | 11973            | 9519             | 7757             |                  |
| --------------------------------------------- | ---------------- | ---------------- | ---------------- | ---------------- | ---------------- | ---------------- | ---------------- | ---------------- | ---------------- | ---------------- | ---------------- | ---------------- | ---------------- |
| Джерело:                                      |                  |                  |                  |                  |                  |                  |                  |                  |                  |                  |                  |                  |                  |